# Carlos Castro García
Carlos Castro García (Ujo, Asturias, 1 de junio de 1995) es un futbolista español que juega como delantero.

## Trayectoria
Se incorporó a la Escuela de fútbol de Mareo en el año 2009, tras pasar sucesivamente por los equipos de fútbol base del colegio La Salle de Ujo, el Caudal Deportivo y el Real Oviedo. En los cuatro años que jugó en las categorías inferiores del Real Sporting de Gijón llegó a anotar un total de 167 goles. El 29 de abril de 2012 debutó en Segunda División B con el Real Sporting de Gijón "B" en un encuentro frente al Coruxo F. C en el que el filial rojiblanco fue derrotado por 1-0. En la temporada 2013-14 se incorporó definitivamente a la plantilla del Sporting "B", aunque una fractura en el peroné sufrida durante un entrenamiento el 7 de diciembre de 2013 lo mantuvo cuatro meses de baja.
De cara a la campaña 2014-15 firmó un contrato profesional con el primer equipo sportinguista. Debutó en el partido de la Copa del Rey disputado en el estadio El Molinón frente al Real Valladolid C. F. el 10 de septiembre de 2014, en el que el equipo gijonés fue eliminado de la competición al perder 1-3. Días más tarde, el 28 de septiembre, jugó su primer partido en la Liga también ante el Real Valladolid tras ingresar al terreno de juego en el minuto 66 en sustitución de su compañero Carlos Carmona. El 12 de octubre anotó su primer gol con el Sporting en un partido frente al C. D. Leganés, que sirvió además para que su equipo consiguiera la victoria por 2-1.
El 27 de septiembre de 2015 se estrenó como goleador en Primera División durante un encuentro disputado contra el Real Betis Balompié en El Molinón que finalizó con el resultado de 1-2.
El 10 de julio de 2018 se confirmó su traspaso al R. C. D. Mallorca, con el que disputó la primera parte de la campaña 2018-19 en el que anotó un gol en nueve partidos.
El 29 de enero de 2019 el equipo balear lo cedió al Elche C. F. de la Segunda División y en la temporada 2019-20 al C. D. Lugo de la misma categoría.
El 7 de octubre de 2020 firmó con el F. C. Dinamo Tiflis de Georgia por dos temporadas para ponerse a las órdenes de Xisco Muñoz. Abandonó el club en mayo de 2021 tras llegar a un acuerdo para la rescisión de su contrato.
El 8 de junio de 2021 se hizo oficial su fichaje por el Racing de Santander, pero tras no contar para el equipo, rescindió su contrato en enero de 2022.

## Selección nacional
El 10 de noviembre de 2014 recibió su primera convocatoria con la selección española sub-21 para disputar un partido amistoso frente a Bélgica. Su debut se produjo en el minuto 65 del encuentro, celebrado el 12 de noviembre en el estadio de A Malata y en el que España fue derrotada por 1-4.

## Clubes
| Club                       | País    | Año       |
| -------------------------- | ------- | --------- |
| Real Sporting de Gijón "B" | España  | 2013-2014 |
| Real Sporting de Gijón     | España  | 2014-2018 |
| R. C. D. Mallorca          | España  | 2018-2020 |
| Elche C. F. (cedido)       | España  | 2019      |
| C. D. Lugo (cedido)        | España  | 2019-2020 |
| F. C. Dinamo Tiflis        | Georgia | 2020-2021 |
| Racing de Santander        | España  | 2021-2022 |